# Klub Londyński
Klub Londyński – nieformalne stowarzyszenie ok. 500 banków komercyjnych, powstałe w 1976 r. w celu restrukturyzacji zadłużenia poszczególnych państw-dłużników. W odróżnieniu od Klubu Paryskiego zrzesza wierzycieli prywatnych.